# Andreu de Creta
Andreu de Creta o Andreu de Jerusalem va ser un Pare de l'Església, Arquebisbe de Gortina (Creta) i un destacat predicador i autor d'himnes sacres. Sant de les Esglésies catòlica i ortodoxa.

## Biografia
Va néixer a Damasc (Síria) a mitjan segle vii. Malgrat l'eloqüència que va posseir en la seva edat madura, s'explica que fins a l'època de la seva primera comunió, que va rebre a set anys, era molt poc locuaç.
Va abraçar la vida monàstica als quinze anys al monestir de Sant Sabas a Jerusalem, per la qual cosa també és anomenat de vegades «Sant Andreu el Jerosolimità» o «Sant Andreu de Jerusalem». Al monestir del Sant Sepulcre a la mateixa ciutat va rebre el lectorat i el subdiaconat.
Com a legat de Teodor, el Patriarca de Jerusalem, va assistir al Concili de Constantinoble III, celebrat a Constantinoble en 680-681, a reiterar l'adhesió de la seva Església a la condemna de l'heretgia monofisita. Sant Andreu es va quedar en aquesta ciutat i va ser ordenat diaca de la Gran Basílica de Santa Sofia; a més, se li va confiar la cura d'un orfenat i d'un asil d'ancians. Més tard, a causa de les seves qualitats de caràcter i a les seves habilitats, va ser consagrat com a arquebisbe de Gortina, la seu metropolitana de Creta. Aquí va defensar la legitimitat del culte a les imatges.
L'any 711, Filípic Bardanes es va apoderar del tron imperial, va cremar les actes del Sisè Concili Ecumènic, va restablir en els díptics litúrgics els noms que aquest Concili hi havia anatematitzat i va reunir un sínode perquè ratifiqués el seu procedir. Andreu va assistir a aquest sínode l'any 712; però a l'any següent, es va penedir d'això i va signar sense vacil·lar la carta d'excusa que el seu patriarca va escriure al Papa Constantí, després que Anastasi II va llançar a Bardanes del tron imperial.
Els historiadors de l'Església no estan d'acord quant a la data de la mort del sant. Un suggereix l'any 712, mentre els altres afavoreixen l'any 726. De qualsevol manera, se sap que va morir de retorn a Creta d'un viatge de Constantinoble. Va ser sepultat a l'Església de la Santa Anastasia en Edesó, una ciutat de Mitilini. Després les seves relíquies van ser transferides a Constantinoble.

## Llegat
Andreu de Creta va ser un excel·lent compositor d'himnes sagrats. Alguns d'ells es canten encara, deixant una petjada perdurable en la divina litúrgia romana d'Orient.